# Željko Mucko
Željko Mucko (Koprivnica, 1. siječnja 1959.), hrvatski akademski slikar

## Životopis
Rodio se u Koprivnici. U Zagrebu je na odsjeku slikarstva završio Školu primijenjene umjetnosti. Profesori su mu bili Josip Biffel, Francina Dolenec i Danijel Žabčić, pored ostalih. Jednu je godinu studirao u Beogradu na Fakultetu primijenjenih umjetnosti. U Zagrebu je u klasi prof. Raoula Goldonija diplomirao slikarstvo na Akademiji likovnih umjetnosti. Bio je stipendist austrijske Vlade pa je bio u Salzburgu na Internationale Sommerakademie fϋr Bildende Kunst 1994. godine u klasi Nancy Spero i Leona Goluba. Od godine 2009. je u grupi Contra te je preselio u novi atelje u Starigrad kod Koprivnice. Osnovao je 2012. godine s kolegama Romanom Baričevićem i Vlatkom Vincekom udrugu Atelieri Koprivnica. Izlaže od 1981. godine. Djela je izložio na više od sedamdesatak samostalnih i više kolektivnih izložbi u zemlji i regiji. Izašle su mu dvije monografije, prva 2006. godine s tekstom Marijana Špoljara i druga 2015. koju potpisuje Krunoslav Kamenov.

## Nagrade
- Muckov diplomski rad 1984. godine nagradilo je vijeće zagrebačke Akademije likovnih umjetnosti.[1]
- U distriktu Brčkom dobio je 2012. godine priznanje Zlatna slikarska paleta na međunarodnoj likovnoj koloniji Sava.[1]
- 2015. godine godine u Zagrebu dobio je prvu nagradu na VI. trijenalu Pasionska baština.[1]